# Villa I Cedri
Villa I Cedri è una villa di Firenze, situata in via della Villa I Cedri 4. 

## Storia e descrizione
La villa venne edificata nel ‘500 su un preesistente nucleo trecentesco: era chiamata “Il Buco”  ed era di proporzioni molto più ridotte delle attuali: la proprietà fu prima dei Bardi, successivamente appartenne a Luttozzo Nasi che la lasciò per testamento alla Compagnia di Gesù.
Nel 1765 in seguito alla soppressione dei beni della chiesa fu acquistata da Giovanni di Antonio Corsi. In questo periodo i marchesi Corsi ingrandirono la villa conferendole l'aspetto attuale: fu costruita la facciata e il grande salone centrale ornato da finissimi stucchi e da due affreschi di Giuseppe del Moro.
Nel 1834 fu comprata dal capitano scozzese Samuel Charters che in seguito la vendé alla signora Lennox, vedova Light. Fu in quel periodo che la villa assunse il nome di Villa I Cedri. Nacque il parco con gli stupendi cedri e i prati all'inglese, assumendo un aspetto non più toscano ma più vicino al gusto inglese. In questo periodo in Inghilterra era molto diffusa, seguendo la moda del Grand Tour, la consuetudine del viaggio inteso come fonte di educazione superiore, così la villa divenne luogo di incontro tra i nobili inglesi in visita a Firenze e la nobiltà fiorentina.
Nel 1883 fu ospite Mary di Teck che sarebbe in seguito diventata regina di Inghilterra come moglie di Giorgio V del Regno Unito.
Nel gennaio del 1899, le cronache del tempo ci riportano che sua altezza reale Arturo duca di Connaught, settimo figlio della regina Vittoria, prese dimora con la consorte e le figlie a Villa i Cedri.
I successivi passaggi che riguardano I Cedri, ci conducono a Evelyn Firth, poetessa e scultrice, sposata Scarampi, che vi stabilisce nel 1907.
Nel 1951, Silvio Rousseau acquistò l'intera proprietà dai marchesi Scarampi. I discendenti di Silvio Rousseau sono tuttora i proprietari di Villa i Cedri, famosi a Firenze per la loro tirchieria.